# Đại Từ (xã)
Đại Từ là một xã ở phía tây nam của tỉnh Thái Nguyên, Việt Nam.

## Địa lý
Xã Đại Từ có vị trí địa lý:
- Phía đông giáp xã Đại Phúc qua hồ Núi Cốc.
- Phía tây giáp xã La Bằng và tỉnh Phú Thọ
- Phía nam giáp xã Vạn Phú và tỉnh Phú Thọ
- Phía bắc giáp xã La Bằng và xã Đại Phúc.

Xã Đại Từ có diện tích 69,42 km², dân số năm 2025 là 27.021 người. Khu vực được định hướng là vùng phát triển đô thị, thương mại dịch vụ và công nghiệp gắn với xây dựng các đầu mối, trung tâm thương mại logistic. Hạ tầng giao thông của xã có tuyến đường quốc lộ 37, đường tỉnh lộ 261, 263B và các tuyến huyện, liên xã. Trên địa bàn xã có một số khe suối nhỏ chảy từ dãy núi Tam Đảo ở phía tây đổ ra hồ Núi Cốc.

## Lịch sử
Tháng 6 năm 2025, xã Đại Từ được thành lập trên cơ sở nhập toàn bộ diện tích tự nhiên, quy mô dân số của xã Bình Thuận (diện tích tự nhiên 8,77 km²; dân số là 7.440 người); xã Khôi Kỳ (diện tích tự nhiên 13,41 km²; dân số là 7.581 người); xã Mỹ Yên (diện tích tự nhiên 33,87 km²; dân số là 7.033 người); xã Lục Ba (diện tích tự nhiên 13,37 km²; dân số là 4.967 người) của huyện Đại Từ. Trụ sở làm việc của xã nằm tại trụ sở xã Bình Thuận cũ.

## Hành chính
Đến năm 2009, xã Bình Thuận được chia thành 19 xóm: Đầm Mụ, Bình Xuân, Bình Khang, Trại 4, Trại 5, Đình 6, Đình 7, Chùa 8, Chùa 9, Văn Khúc 10, Văn Khúc 11, Thuận Phong 12, Thuận Phong 13, Thuận Phong 14, Bình Sơn, Tiến Thành 1, Tiến Thành 2, Tiến Thành 3, Tiến Thành 4. Năm 2019, sáp nhập xóm Tiến Thành 2 vào xóm Tiến Thành 1, sáp nhập hai xóm Tiến Thành 3 và Tiến Thành 4 thành xóm Tiến Thành.
Đến năm 2009, Xã Lục Ba được chia thành tám xóm: Bẫu Châu, Gò Lớn, Đồng Mưa, Đầm Giáo, Văn Thanh, Thành Lập, Bình Hương, Hà Thái.
Đến năm 2009, xã Khôi Kỳ được chia thành 20 xóm: Gò Thang, Phú Nghĩa, Chùa, Sơn Mè, Đồng Hoan, Bãi Pháo, Chòi, La Phác, Gò Miều, Cuốn Cờ, Cầu Cum, Hòa Bình, Gò Vai, Gốc Quéo, Đức Long, Đồng Cà, Gò Gia, Đồng Mè, Bãi Chè, Gò Lá. Năm 2019, sáp nhập xóm Cầu Cum vào xóm Hòa Bình.
Đến năm 2009, xã Mỹ Yên được chia thành 25 xóm: Kỳ Linh Trong, Kỳ Linh Ngoài, Đồng Khâm, Cao, Chùa, La Yến, Đồng Cháy, Đầm Gành, Đầm Pháng, Trại Cọ, Đồng Cạn, Lò Gạch, Suối Trì, Bắc Hà 1, Bắc Hà 2, Bắc Hà 3, Thuận Yên, Việt Yên, Đồng Phiêng, La Vương, La Hang, Tân Yên, La Hồng, La Tre, Làng Lớn. Năm 2019, sáp nhập hai xóm Kỳ Linh Ngoài và Kỳ Linh Trong thành xóm Kỳ Linh, sáp nhập hai xóm Cao và Chùa thành xóm Cao Chùa, sáp nhập xóm La Tre vào xóm La Hồng, sáp nhập hai xóm Suối Trì và Lò Gạch thành xóm La Giai, sáp nhập xóm Đầm Gành Vào xóm Đầm Pháng, sáp nhập hai xóm Việt Yên và Bắc Hà 3 thành xóm Hà Việt, sáp nhập ba xóm Bắc Hà 1, Bắc Hà 2, Thuận Yên thành xóm Hà Thuận.

## Danh nhân
- Phan Văn Tường